# Louis Verbeeck (schrijver)
Louis Pierre André Verbeeck (Tessenderlo, 26 november 1932 – 
Hasselt, 25 november 2017) was een Vlaamse schrijver van vooral cursiefjes. 

## Biografie
Louis Verbeeck studeerde Germaanse filologie aan de Katholieke Universiteit Leuven en was tot 1984 leraar aan verschillende onderwijsinstellingen. Zijn cursiefjes werden gebundeld als boek en Verbeeck las ze voor op de radio. Hij was ook presentator bij Omroep Limburg. Hij schreef ook kleinkunstliedjes voor Miel Cools en de De Vaganten. Hij trad dikwijls op samen met Jos Ghysen en Rita Jaenen.
Hij was laatst woonachtig te Hasselt en liet vijf kinderen na.